# Abbaye de Pairis
L'abbaye de Pairis était une abbaye cistercienne qui a existé entre 1138 et 1790. Elle se trouvait dans le creux du vallon de Noirupt, dans le hameau de Pairis, près de la commune d'Orbey (Haut-Rhin) en Alsace. Ce hameau se trouve à 700 mètres d'altitude et est situé à la sortie de la commune d'Orbey en direction du lac Blanc. De cette ancienne abbaye ne subsistent plus que le porche (XVIIe siècle) et un mur d'enceinte, vestiges de cette époque. L'ancienne abbaye est devenue le siège juridique principal de l'Hôpital Intercommunal du Canton Vert, un EHPAD depuis le 1er janvier 2010 qui regroupe trois autres établissements du canton.
L'édifice fait l'objet d'une inscription au titre des monuments historiques depuis le 28 juin 1929.

## Histoire
Fondée en 1138 par le comte Ulrich de Ferrette sur des terres appartenant aux comtes d'Eguisheim et peuplée de moines venus de Lucelle en France. Elle comprenait une forte activité agricole et une activité littéraire très dynamique. L'abbaye reçoit du comte d'Eguisheim de vastes domaines situés entre le lac Blanc et le lac Noir. Les rapports entre l'abbaye et les habitants d'Orbey sont très chaleureux. Dans une bulle pontificale de 1160 d'Alexandre III, celui-ci place l'abbaye de Pairis sous la protection de l'église . L'abbaye de Pairis possède aussi depuis 1168 une riche propriété agricole au Bouxof à Mittelwihr reçue d'Ulrich d'Eschenbach. Vers 1185, le hameau de « Chincindal », devenu depuis le village de Katzenthal, est cédé par la famille des Eguisheim à l'abbaye de Pairis. Le pape Lucius III confirme d'ailleurs cette donation dans une bulle parue la même année. L'abbaye reçoit de nombreux privilèges de l'empereur Frédéric Barberousse (1122-1190). Il accorde l'exemption de tout impôt.  L'abbaye jouissait du privilège d'être libérée de toute autorité spirituelle et laïque et de toute juridiction, ne dépendant que de l'ordre cistercien et du pape. Elle disposait du libre choix de son abbé. Les empereurs étaient les avoués de l'abbaye. Le 18 octobre 1356, l'abbaye est pillée par les Français, qui, profitant d'un tremblement de terre, s'emparent d'une partie des biens de l'abbaye. L'abbaye de Pairis possède d'autres propriétés. En 1444, les Armagnacs pillent l'abbaye de Pairis.

### Les moines de Pairis participent à la croisade contre Constantinople

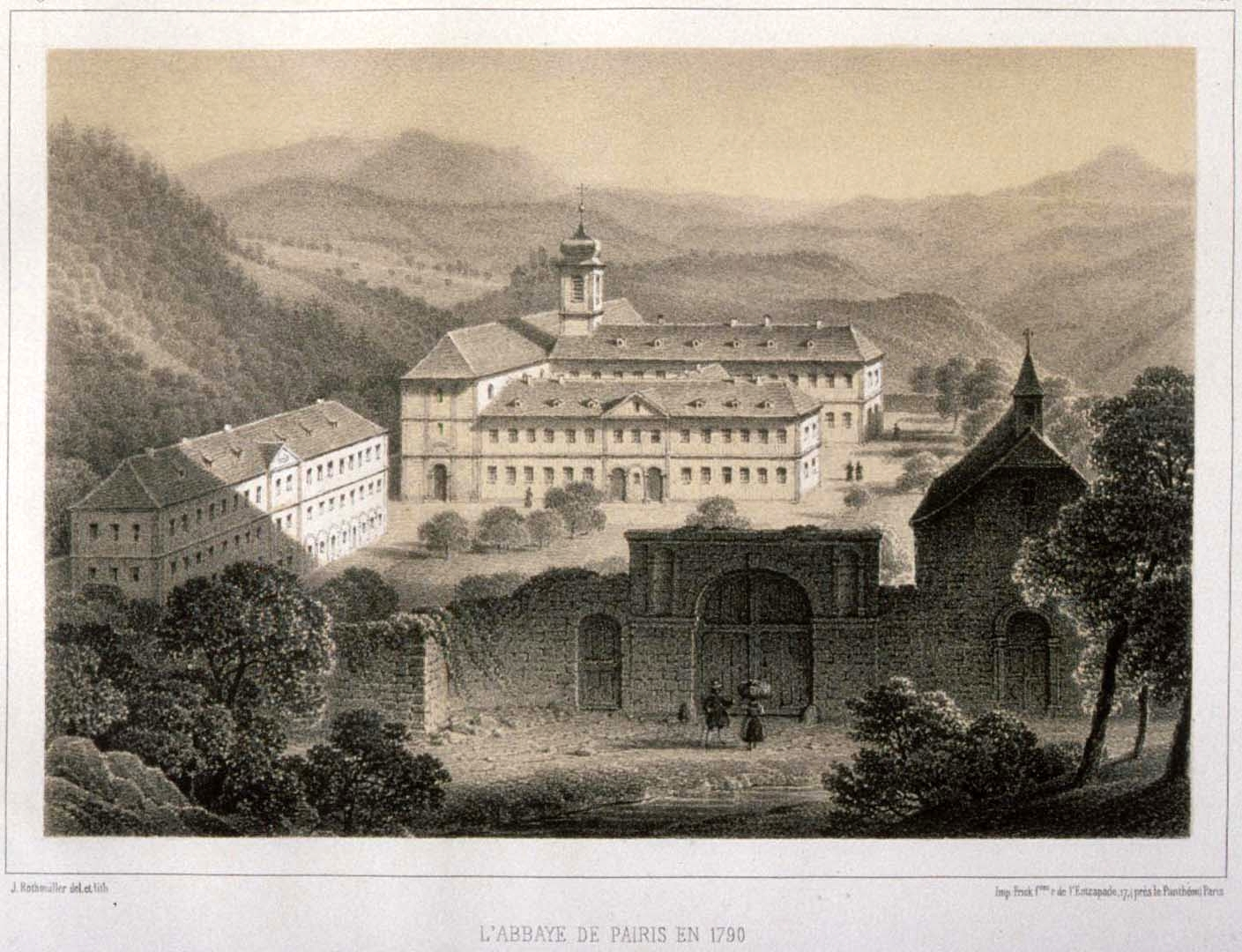
Le couvent en 1790,Lithographie de Jacques Rothmüller

L'abbé Martin participa à la quatrième croisade (1198-1204), que le pape Innocent III l'aurait chargé de prêcher en Alsace. Au cours du sac de Constantinople le 12 avril 1204, Martin s'empara de plusieurs reliques : il réussit notamment à se procurer des fragments de la Vraie Croix. Gunther, un moine de Pairis, poète, historien et théologien, rédigea après le retour de l'abbé un récit de ces évènements intitulé Historia Constantinopolitana, qui comporte une liste de toutes les reliques emmenées par Martin. L'auteur tente de justifier les pillages de son abbé en l'innocentant, prétextant que les Grecs « schismatiques » n'étaient pas dignes de posséder de telles merveilles. À son retour à Pairis, l'abbé Martin s'arrêtera à Sigolsheim, où la population l'accompagna en procession jusqu'à l'abbaye de Pairis le jour de la saint Jean Baptiste en 1205. C'est sans doute de cette époque que date la procession que la paroisse de Sigolsheim fit à Alspach jusqu'à la destruction de l'église, dont Kaysersberg récupérera les fragments de la Vraie Croix. Les reliques de la Vraie Croix furent ensuite achetées aux Bénédictins de Kaysersberg  par les Clarisses qui en devinrent les propriétaires et les placèrent dans le monastère d'Alspach.

### Domaines viticoles
L'abbaye de Pairis était propriétaire depuis 1328 des domaines viticoles appelés sous la dénomination de « Zem Kefersberg », aujourd'hui connus sous le nom de Kaefferkopf à Ammerschwihr.
Depuis 1464, elle possède également le domaine viticole du Bouxof à Mittelwihr. Une chapelle dédiée à sainte Barbe y est installée et consacrée. Elle est agrandie en 1507.

### Unie à l'abbaye de Maulbronn
Elle fut unie en 1452, comme simple prieuré, à l'abbaye de Maulbronn à la suite d'une décadence intérieure. En 1537, les moines de Maulbronn, chassés par la Réforme protestante, se réfugièrent à Pairis. Après le régime de la commende imposée à l'abbaye de 1595 à 1625, Pairis retrouva son ancien rang abbatial. En 1568, la ville de Colmar vendit à l'abbaye de Pairis les droits qu'elle possédait à Lapoutroie.

### AuXIVesiècleles Ribeaupierre prennent possession de la région
À partir du XVIe siècle les Ribeaupierre s'emparent de la Seigneurie de Honack et le reçoivent en fief d'Albert d'Autriche, dont fait partie l'abbaye de Pairis. Mais plus tard la seigneurie de Honack retrouve le bailliage du val d'Orbey.

### AuXVIesièclele déclin de l'abbaye s'accentue

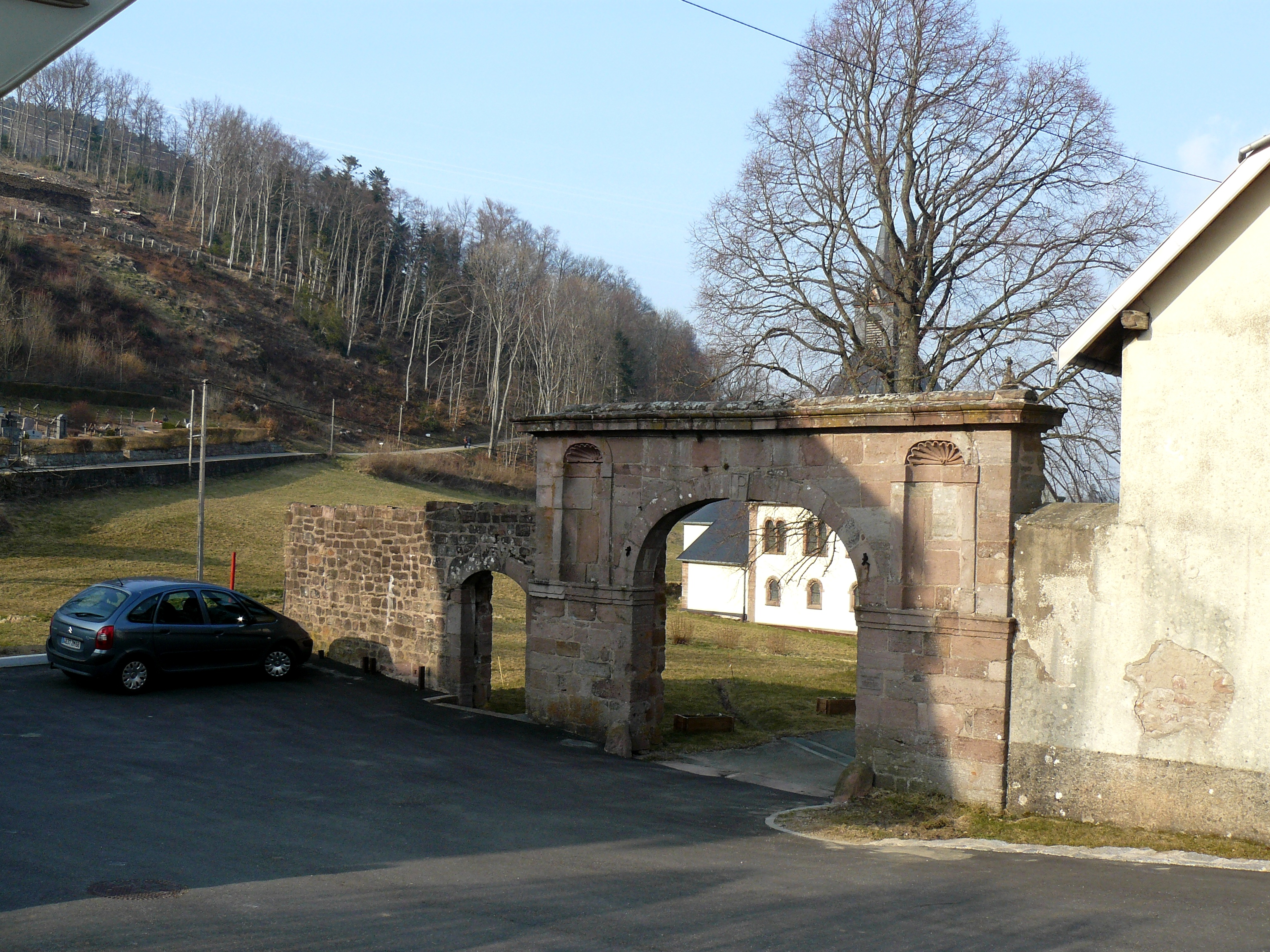
Vestige du portail en grès rose du XVIIe siècle ayant appartenu à l'abbaye de Pairis

À partir du XVIe siècle, avec l'arrivée et la prise de contrôle des seigneurs de Ribeaupierre dans la région, l'abbaye sombre dans le déclin et s'appauvrit. Les Ribeaupierre, qui optent pour la Réforme, encouragent la population à se convertir à la nouvelle religion. Certains moines sont même tentés de suivre les Ribeaupierre dans leur démarche. Mais la seigneurie de Honack veille jalousement sur la religion catholique et fait tout pour décourager les conversions. Les Honack sont soutenus dans leur démarche par les Habsbourg et les empereurs germaniques qui se rangent du côté de Rome.

### Les Rustauds saccagent l'abbaye
Le 23 avril 1525, plusieurs révoltés Rustauds se réunissent à Beblenheim. Ils décident alors de s'emparer de la cour dîmière du Bouxhof située à Mittelwihr propriété de l'abbaye de Pairis. Ils décident aussi de se rendre à Saint-Dié-des-Vosges, en passant par le col du Bonhomme. Ils saccagent et pillent l'abbaye de Pairis. Ils sont arrêtés par les habitants de Saint-Dié-des-Vosges qui sonnent le tocsin pour faire front aux insurgés. Le duc de Lorraine craignant une contagion dans sa province décide de réagir en pourchassant les insurgés. Ils sont écrasés à Scherwiller (Bas-Rhin) la même année. L'abbaye se relève difficilement de ces actes de vandalismes.

### La guerre de Trente Ans
Avec la Guerre de Trente Ans, l'abbaye sombre de nouveau dans un piteux état. Les Suédois réduisent l'abbaye en ruine. La population des moines diminue des deux tiers. Ils donnèrent l'abbaye en 1632 au noble Wetzel von Marsilien, et à sa veuve, puis le droit de collation revint au roi de France Louis XIII après 1648 qui y nomma un abbé français, Bernardin Buchinger, qui le restaura au XVIIIe siècle. Au XVIIIe siècle, l'abbaye de Pairis possédait également l'hôtel de ville de Colmar

### Les bâtiments vendus à la Révolution comme biens nationaux
À la Révolution de 1790 l'abbaye est vendue et disparaît en grande partie. Les bâtiments sont vendus comme biens nationaux. Le dernier abbé, Antoine Delort et les neuf moines quittent les lieux, et les bâtiments sont entièrement détruits.

### La commune d'Orbey installe un hôpital
En 1849, la commune d'Orbey installe un hôpital dans les anciens bâtiments restaurés de l'abbaye: actuellement c'est un Établissement d'Hébergement pour Personnes Âgées Dépendantes.  À la fin du XIXe siècle, construction d'une chapelle en style néo-roman. Près de Pairis le lieu-dit de Bethléhem viendrait de Bettlerheim, asile de mendiants de l'abbaye.

## Curiosités

### Croix processionnelle d'Orbey

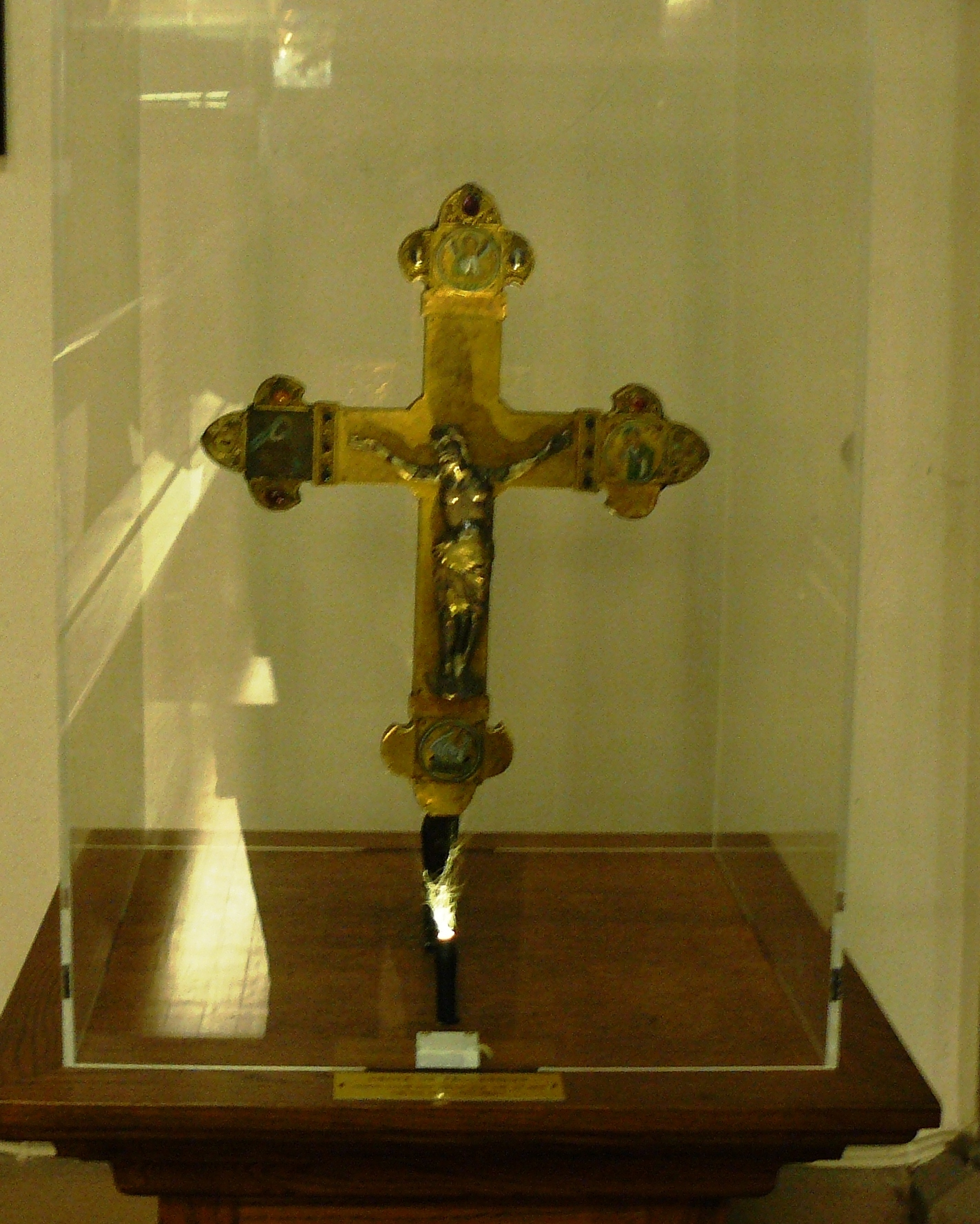
Croix processionnelle d'Orbey provenant de l'abbaye de Pairis.

Une croix de procession se trouve dans l'église d'Orbey et provient probablement de l'abbaye cistercienne de Pairis. L'ensemble a été altéré puis restauré. Le décor en filigrane a disparu au recto sur les branches de la croix et au verso sur les fleurons trilobés. Le médaillon central du revers et l'émail de la face représentant des plaques de laiton peint. Enfin le corps du Christ au ventre saillant a été fortement remanié, sinon remplacé lors d'une restauration postérieure aux extrémités : pointes des fleurons et traverses recouvertes en argent filigrané avec cabochons et agates entourant un émail champlevé circulaire, placé sur fond carré et perlé. Les sujets se rapportent au crucifié : à gauche de la Vierge et à droite Saint Jean, au pied de la croix Adam sortant de la tombe et au sommet un ange tenant une banderole avec l'inscription latine : Michael Angelus Domini (« Michel, ange du Seigneur »). Au revers, les bras de la croix sont couverts de quatre tablettes au dessin ajouté de rinceaux du revers présentent une certaine parenté avec ceux de la châsse de saint Héribert de Deutz en Rhénanie. On pourrait en conclure à un travail de l'école mosane, dont l'exécution se situerait entre 1155 et 1175.

### Noms des abbés connus
Les années indiquées sont celles estimées d'après les mentions dans les archives
- Tegenhard (Degenhardus)    1138-1183
- Wezelon                    1175-1187
- Werner                     1187
- Martin (Litz)              1200-1207
- Hezelon                    1207-1222
- Conrad                     1232-1239
- Jean                       1240
- Arnold                     1252-1260
- JEAN II                    1262-1275
- Berthold (de Rapolzwihr)   1279-1280
- Ulrich de Turckheim        1280-1283
- Dietrich                   1288-1294
- Philippe de Rathsamhausen  1301-1306 (devint évêque d'Eichstätt en 1306-1322)[8]
- Henri                      1306-1330
- Hartman                    1331
- Louis                      1332-1333
- Jean de Hattstatt          1339-1361
- Jean Uszholtz              1362
- Louis II                   1368-1374
- Conrad II                  1376-1379
- Tielman                    1381-1388
- Berthold Halder            1389-1411
- Nicolas d'Ingwiller        1411-1430
- Nicolas de Schweighausen   1430-1447
- Bernardin Buchinger 	     1649–1656 (devint abbé de Lucelle 1654–1673)
- Olivier de Foulongne       1656–1691
- Claude de Beauquemare      1692-1726
- Jacques Triboulet          1726-1736
- Mathieu Tribout            1736-1759
- François Xavier Bourste    1759-1788
- Antoine Delort             1789–1791

## Manuscrits
La bibliothèque municipale de Colmar possède quelques manuscrits rédigés en latin concernant l'abbaye de Pairis des XIIe et XIIIe siècles.
- Enixa est puerpera (hymnaire de l'abbaye de Pairis)
- Dilexisti iustitiam (graduel de l'abbaye de Pairis XIIIe siècle)
- Navigantes inde sursum (antiphonaire de l'abbaye de Pairis XIIIe siècle)
- Sanctis Rome visitatis (antiphonaire de l'abbaye de Pairis, XIIIe siècle)

## Monuments
- Un ancien portail en grès rose du XVIIe siècle ayant appartenu à l'abbaye